# .tw
.tw — в Інтернеті, національний домен верхнього рівня (ccTLD) для Тайваню.

## Домени 2-го та 3-го рівнів
2007 року в цьому домені нараховувалось ~26 млн вебсторінок та 592 млн станом на серпень 2020-го.
Використовуються та приймають реєстрації доменів 3-го рівня такі доменні суфікси (відповідно, існують такі домени 2-го рівня):
| Суфікс   | Регламентовані користувачі                                            |
| .com.tw  | Комерційні установи, корпорації                                       |
| .edu.tw  | Наукові та дослідницькі установи, коледжі, університети або інститути |
| .gov.tw  | Державні та урядові установи                                          |
| .net.tw  | Провайдери, організації, пов'язані з мережами                         |
| .org.tw  | Неприбуткові, неурядові організації                                   |
| .priv.tw | Родини, приватні особи                                                |